# 흥산초등학교
흥산초등학교는 대한민국 제주특별자치도 서귀포시 남원읍 신흥리에 있는 공립 초등학교이다.

## 학교 연혁
- 1946년 11월 28일 신흥공립국민학교 개교
- 1947년 3월 30일 흥산국민학교로 교명 개명
- 1982년 3월 10일 병설유치원 개원
- 1986년 3월 1일 제주도 교육청 지정 시범 유치원 운영
- 1989년 3월 1일 6학급 편성
- 1989년 10월 30일 농촌형 급식학교 지정(체육부)
- 1990년 6월 11일 급식소 준공 및 급식 개시
- 1992년 12월 20일 2층 3개교실 및 교장실 증축
- 1994년 4월 5일 푸른교실 171제곱미터 신축
- 1996년 3월 1일 흥산초등학교 교명 개명
- 1996년 12월 2일 환경보전 실천 우수상(교육감)
- 2006년 10월 16일 푸른운동장 개장(다목적 우레탄 시설)
- 2007년 8월 1일 유치원 환경개선 (조리실, 화장실, 교실환경)
- 2009년 11월 1일 급식소 및 잔디운동장 준공
- 2009년 12월 1일 모다들엉 학력향상 우수학교 선정 (제주도교육감 표창)
- 2010년 3월 1일 학력향상 중점 우수학교 선정 (교육과학기술부장관상 표창)
- 2011년 3월 1일 제3기 제주형 자율학교 지정(2011.03.01.~2017.02.28)
- 2014년 2월 1일 교내 환경 정비 및 시계탑 건립
- 2015년 3월 1일 제3기 자율학교 기간 연장
- 2016년 9월 1일 교실 전체 대수선(리모델링)
- 2017년 2월 8일 제68회 졸업, 졸업생 6명(총2695명)
- 2019년 1월 18일 제70회 졸업, 졸업생 7명(총 2709명)
- 2019년 3월 1일   다혼디 배움학교 재지정

## 참고 자료
- 흥산초등학교 - 한국교육학술정보원 학교알리미